# Oxford down

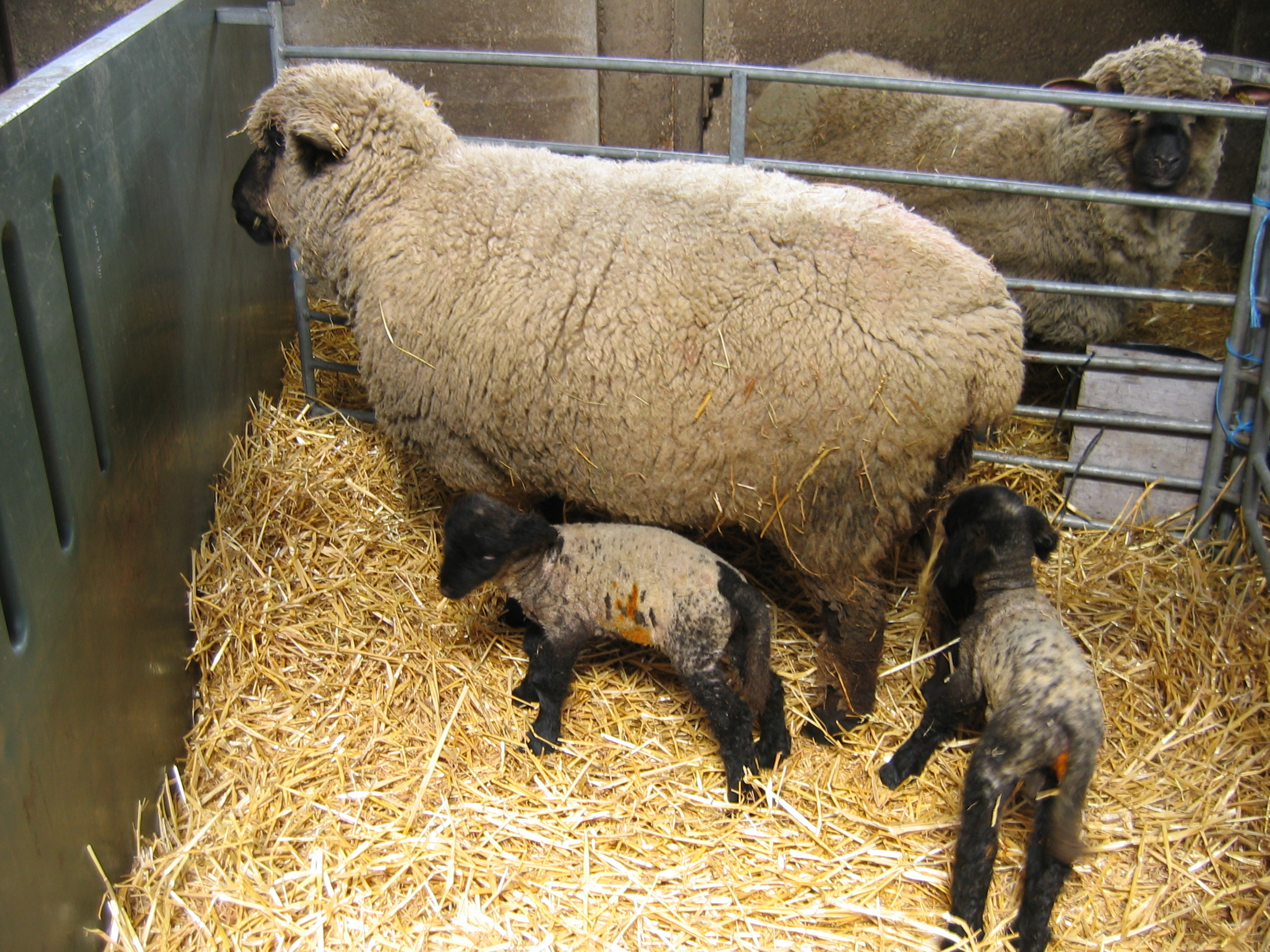
Tacka av Oxford down med två lamm.

Oxford down är en fårras av gruppen köttfår skapad ca 1830 i Storbritannien. De är stora och snabbvuxna. Oxford down har rikligt med ull, är hornlösa och har lång svans. Kroppen, kinderna och pannan är täckt med vit ull. Resten av kroppen är mörk. Tackorna har bra modersegenskaper. Fullvuxna baggar väger cirka 110-140 kg, tackorna väger cirka 80-100 kg. Oxford down används bland annat i korsningar för att höja slaktvikten eftersom de har en bra slaktkropp. Det finns ett fåtal djur i Sverige.